# Seelewig

Seelewig ou Das geistliche Waldgedicht oder Freudenspiel genant Seelewig (« Le Poème de la forêt sacrée ou pièce de réjouissance appelée Seelewig ») est un opéra en un prologue, trois actes et un épilogue, du compositeur allemand Sigmund Theophil Staden. 
Le livret de Georg Philipp Harsdörffer (1607–1658), publié pour la première fois en 1644, dans la quatrième partie de son Frauenzimmer Gesprächspiele, est basé sur la pièce Ein gar schön geistliches Waldgetichte genant Die glückseelige Seele de 1637, lui-même traduit de L'anima felice favola boschareccia (1606) de l'italien Nicolò Negri.
Seelewig est le premier opéra allemand dont la musique a survécu. En surface, l'œuvre semble être typique d'une allégorie chrétienne du voyage de l'âme à travers ce monde et la symbolique de l'action prend place dans le cadre pastoral. Néanmoins, des recherches récentes sur le contexte du livret dans l'œuvre d'Harsdörffer, Frauenzimmer Gesprächspiele, ont souligné plusieurs problèmes de transparence allégorique. Ces lectures rendent beaucoup plus probable que Seelewig soit liée à son prétexte jésuite de manière complexe, compétitive et même polémique.
L'opéra mélange numéros musicaux et dialogue parlé, ce qui préfigure le Singspiel, mais l'écriture est « à la manière italienne ».

## Histoire
La production est réalisée à la cour de Nuremberg en 1644. Sophie Elisabeth, Duchesse de Brunswick-Wolfenbüttel organise également une performance à Wolfenbüttel, le 21 avril 1654 ; puis l'opéra est mis en scène à nouveau à Augsbourg, en 1698. 
Dans les années 1970, l'œuvre est recréée dans une production et jouée en Allemagne, aux Pays-Bas et à Oberlin (Ohio).

## Rôles
| Rôle                       | Voix    | Première |
| -------------------------- | ------- | -------- |
| Seelewig (L'Âme éternelle) | soprano |          |
| Trügewald un satyre        |         |          |
| Sinnigunda (Sensualité)    |         |          |
| Gwissulda (La Conscience)  | soprano |          |
| Herzigild (La Sagesse)     | soprano |          |
| Reichimuth (La Richesse)   |         |          |
| Ehrelob (Le Pouvoir)       |         |          |
| Künsteling                 | ténor   |          |

## Synopsis

### Prologue
La Musique avoue sa déception que nombre de divertissement récents soient profanes. Alliée à la Poésie, elle a l'intention de retourner à sa véritable vocation : la louange de Dieu.

### Acte premier
Le satyre Trügewald veut séduire la belle nymphe Seelewig. Craignant que sa laideur le conduise à l'échec, il sollicite l'aide du jeune berger vaniteux Künsteling, ainsi que de Ehrelob, Reichimuth et Sinnigunda. Sinnigunda essaie de conduire Seelewig sur le chemin de la vertu, mais Gwissulda et Herzigild avertissent cette dernière de se méfier de sa tromperie. Trügewald, contrarié, est furieux.

### Acte deux
Künsteling, Ehrelob, Reichimuth et Sinnigunda font plier Seelewig avec des cadeaux (un télescope, une canne à pêche, un arc avec une flèche ainsi qu'une couronne de fleurs). Une fois de plus Gwissulda et Herzigild sauvent Seelewig de leurs séductions. Seelewig est apeurée pendant une tempête et chante une chanson demandant conseil à l'écho de la forêt, qui l'avertit de fuir les pièges de ce monde.

### Acte trois
Le lendemain matin, Trügewald et ses amis tentent une nouvelle façon de tromper Seelewig. Seelewig demande de nouveau des conseils à l'écho, mais cette fois, c'est Trügewald qui répond en déguisant sa voix. Il dit à Seelewig de se consacrer aux plaisirs de ce monde. Comme Seelewig joue à un jeu de colin-maillard avec les bergers, Trügewald saute sur elle et l'attrape. Mais Gwissulda et Herzigild retirent le bandeau des yeux de Seelewig pour révéler la triste vérité. Trügewald et ses compagnons sont chassés de la forêt. Seelewig est convertie et un chœur d'anges rend grâce pour son salut.

## Enregistrement
- Seelewig - Monika Mauch, soprano (Seelewig, Singkunst) ; Ute Kreidler, soprano (Sinnigunda) ; Heidrun Luchterhand, soprano (Herzigilt) ; Franziska Gottwald, mezzo-soprano (Gwissulda, Echo) ; Sebastian Hübner, ténor (Künsteling, Malkunst) ; Hans Jörg Mammel, ténor (Ehrelob, Eitelkeit) ; Armin Gottstein, baryton (Reichimuth) ; Ulrich Maier, basse (Trügewalt) ; Ens. I Ciarlatani, dir. Klaus Winkler (22-24/26 juillet 2002, CPO 999 905-2) (OCLC 810423922)

## Sources
- Judith P. Aikin, A Language for German Opera, Wiesbaden 2002.
- Amadeus Almanac, accessed 12 June 2008
- (de) Christiane Caemmerer, « Das Geistliche Waldgetichte: Die Glückseelige Seele von 1637 und seine Quelle ». Daphnis 16, 1987, p. 665-678.
- (de) Christiane Caemmerer, Siegender Cupido oder Triumphierende Keuschheit. Deutsche Schäferspiele des 17. Jahrhunderts Stuttgart, 1998.
- Nicola Kaminski, « Ut pictura poesis? Arbeit am Topos in Georg Philipp Harsdörffers Seelewig », dans Frühneuzeitliche Stereotype. Zur Produktivität und Restriktivität sozialer Vorstellungsmuster, 2010, p. 367-397, éd. Miroslawa Czarnecka, Thomas Borgstedt and Thomasz Jablecki, Berne
- The Viking Opera Guide éd. Holden, Viking, 1993.
- The Oxford Illustrated History of Opera éd. Parker, OUP, 1994.
- Julie Anne Sadie (dir.) (trad. de l'anglais), Guide de la musique baroque, Paris, Fayard, coll. « Les Indispensables de la musique », 1995, 736 p. (ISBN 2-213-59489-9, OCLC 34495042), p. 318.
- Le magazine de l'opéra baroque
- Robert Schütze, « Auf Teufel komm raus. Wie Harsdörffers Seelewig ihren Prätext zerstört », Deutsche Vierteljahrsschrift für Literaturwissenschaft und Geistesgeschichte 84, 2010, p. 448-477
- Mara R Wade, (1992), « Seelewig », dans The New Grove Dictionary of Opera, éd. Stanley Sadie, Londres  (ISBN 0-333-73432-7)